# Mademoiselle Satán
Mademoiselle Satán es un poema del escritor ecuatoriano Jorge Carrera Andrade, publicado por primera vez el 25 de mayo de 1927 en la revista Fígaro. Es una de las piezas más conocidas del autor y causó un gran escándalo en los círculos quiteños tras su publicación debido a la naturaleza de su temática.
El poema tiene una marcada influencia baudelaireana y es de contenido erótico. Tiene como dedicatoria la frase "Para ti, Lola", que supuestamente se referiría a Lola Vinueza Salazar, una mujer quiteña de 43 años que regentaba un burdel y que, según los rumores, solía azotar y travestir a sus amantes, entre los que estuvo Carrera Andrade.

## Controversia y legado
El contenido sexual del poema, que incluyó además un retrato de Lola Vinueza en que se la mostraba con rasgos de la Virgen María, generó gran controversia en el Quito de la época. El escándalo fue tan grande que el padre de Carrera Andrade echó al poeta de su casa, que en ese entonces contaba con 24 años, y no lo admitió de regreso hasta que publicó una disculpa pública en el diario El Comercio. La controversia también provocó la salida de circulación de la revista Fígaro, propiedad del poeta Carlos H. Endara.
El poema no apareció en ninguno de los poemarios posteriores de Carrera Andrade.
En su novela Un pianista entre la niebla (2016), ganadora del Concurso Nacional de Literatura Ángel Felicísimo Rojas, el escritor ecuatoriano Raúl Serrano Sánchez incluyó como protagonista a la Mademoiselle Satán del poema. Adicionalmente, la editorial ecuatoriana El Conejo bautizó en 2017 a una de sus colecciones de narrativa con el nombre del poema, como forma de homenaje.